# Dodonaea stenophylla
Dodonaea stenophylla là một loài thực vật có hoa trong họ Bồ hòn. Loài này được F.Muell. mô tả khoa học đầu tiên năm 1858.